# 毛利元敦
毛利 元敦（もうり もとあつ、1940年〈昭和15年〉1月5日 - ）は、東京都品川区出身の日本の実業家。

## 経歴
長州藩毛利宗家第30代当主で陸軍軍人や貴族院議員を歴任した、毛利元道の四男として東京・品川で生まれる。
幼稚園時には戦火を避けるためにかつての毛利家の本拠地でもあった防府市に疎開。現在は重要文化財や国の名勝にも指定されている毛利邸で幼少期を過ごす。
学習院大学を卒業後は日立金属に入社。サラリーマンとして40年近く同社で勤務していた。40歳代から50歳代にかけては毛利家旧領・山口の山口営業所や毛利家ゆかりの地・広島の中国支店で計13年勤務し、営業所長や支店長を歴任した。また、日立金属の関連会社で海外の現地法人でもある、日立金属シンガポールや日立金属アジアの社長なども歴任している。
2002年に退職後は防府に戻り、毛利報公会の会長として、毛利博物館の運営業務などに携わっている。
2005年から2008年には山口カンツリー倶楽部の理事長を務めている。

## 系譜
- 長州藩最後の藩主の毛利元徳の曾孫に当たる[2]。
- 長兄は毛利元敬で毛利家の第31代当主。